# فسفورية

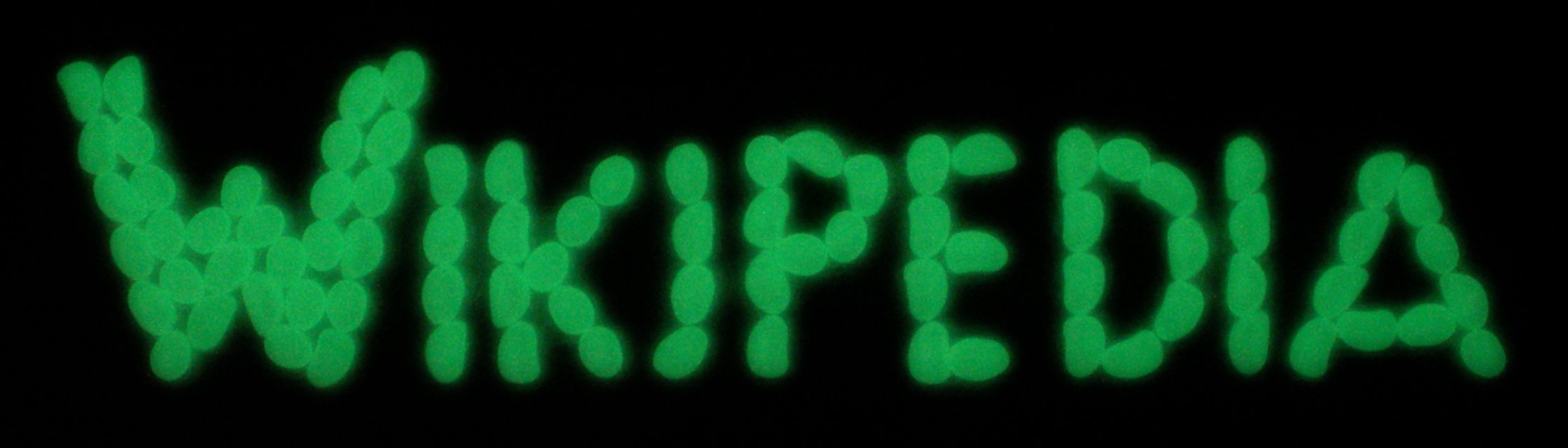
كتابة بالضيائية الفسفورية

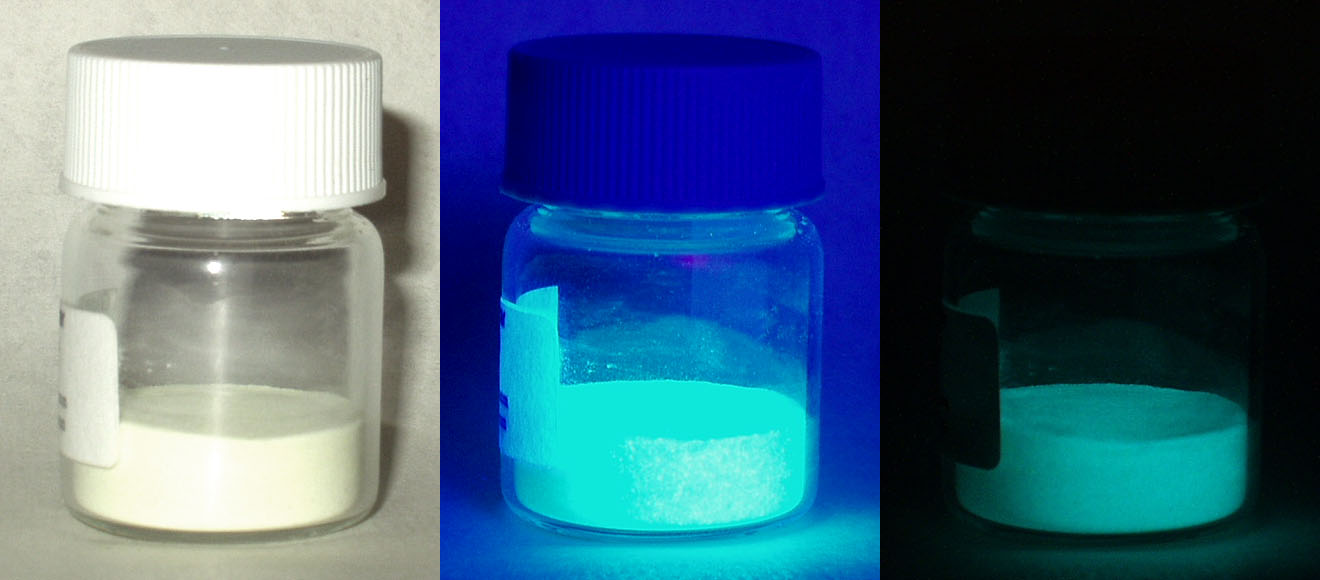
ظاهرة الفسفورية: أكسيد الألمونات-سيليكات السترونتيوم المشوّب بالأوروبيوم، تحت الضوء المرئي (يسار)، وتحت أشعة فوق بنفسجية (وسط)، وفي ظلام دامس (يمين)

الفُسْفُورٍيَّة أو الفُوسْفُورِيَّة أو التَفَسْفُر أو الوَمِيض الفُسْفُوري (بالإنجليزية: Phosphorescence): في الفيزياء و الكيمياء هي أحد أنواع التألق او اللمعان (الضيائية)المتعلقة بالفلورية. وعلى نقيض الفلورية، لا تصدر المادة الفسفورية مباشرة الإشعاع الذي تمتصه. فالفسفورية تصدر ضوئها الفسفوري بعد دقائق أو ساعات من امتصاصها للضوء الذي يثيرها ويختزن لفترة فيها، وهذه الظاهرة تبديها بعض المواد مثل: كبريتيد الزنك، وألومينات السترونتيوم؛ حيث تضيء بعد تسليط الضوء عليها ثم انقطاعه، كما قد يستمر إصدار الضوء من المادة لعدة ساعات بعد انقطاع مصدر الضوء عنها في الظلام. وقد يكون الضوء المحفز للمادة ضوءًا مرئيًا أو أشعةً فوق بنفسجية، وقد عرف العلماء تلك الظاهرة في القرن السابع عشر عن الفسفور.
تستخدم المواد الفسفورية في كثير من ألعاب الأطفال والساعات التي تضيء في الظلام. أما المواد ذات صفات فلورية، فهي تصدر ضوئها سريعًا من بعد تسليط الضوء والطاقة عليها (مثل الكهرباء)، وتستخدم في مصابيح الفلورسنت.

## الفسفورية والفلورية
الفسفورية هي نوع من الإضاءة الباردة، وهي تختلف عن مثيلتها المسمَّاة الظاهرة الفلورية؛ بأن الإضاءة الفلورية تنتهي بمجرد اختفاء الضوء المحفز، وهي تختفي خلال واحد على [مليون=1,000,000] من الثانية ما يعادل: ( 277.78 ساعة أو 11.57 يوم). أما الفسفورية فتستمر في الإشعاع بعد انطفاء مصدر الضوء المحفز، وقد تستمر الفسفورية لمدة تختلف من عدة [ثوان] إلى [ساعات]. وتبدو تلك المواد والتي تسمى مواد فسفورية كما لو أنها تخزن الضوء.
بعض المواد يظهر عليها ظاهرة الفلورية ويمكن للإلكترون المثار العودة إلى الحالة الأرضية (حالة الاستقرار) مباشرة وسريعاً (أنظر الشكل) ويصدر شعاع ضوئي له طاقة (HV). كما توجد مواد لها خاصية الفسفورية، وينتقل فيها الإلكترون المثار إلى مستوى طاقة وسطي في الذرة أو الجزيء (3A)، يفقد خلال انتقال هذه الطاقة E ويبقى في ذلك المستوى المتوسط فترة زمنية أطول، وبعدها يعود إلى حالته الأرضية مُصدراً شعاعاً ضوئياً له الطاقة (hν - E).
تستغرق هذه الانتقالات فترة زمنية بين جزء من الثانية إلى ساعات - حسب نوع المادة - ولهذا تسمى تلك الظاهرة (الفسفورية).

## الفسفور
سميت الفسفورية باسم عنصر الفسفور الذي عرفت به. ويرجع سبب إضاءة الفسفور الأبيض إلى تفاعل أكسجين الجو معه، ويعتبر هذا النوع من الضياء بالضيائية الكيميائية، وهي تعتمد على تفاعل كيميائي غير متعاكس. ويمكن صناعة مواد إضاءة فسفورية بخلطها بالفسفور.

## مواد فسفورية
من المواد المستخدمة ذات الخواص الفوسفورية مادة كبريتيد الزنك، وألومينات السترونتيوم. ويرجع بدء استخدام كبريتيد الزنك للاستخدامات في أدوات الأمان والوقاية من الحوادث مثل الملابس المضيئة إلى عام 1930م. ثم ابتكرت ألومينات أكسيد السترونتيوم التي تتميز بشدة إضاءة تبلغ 10 أضعاف إضاءة كبريتيد الزنك، ومنذ ذلك الحين تم استبدالألومينات السترونتيوم بدلاً عن كبريتيد الزنك. وتستخدم الدهانات المحتوية على ألومينات أكسيد السترونتيوم في إضاءة مخارج الصالات العامة والسينما، وتحديد اتجاه الطرق وملابس العاملين في بناء الطرق والشوارع وعمال المناجم.

مقارنة بين كبريتيد الزنك وألومينات السترونتيوم-
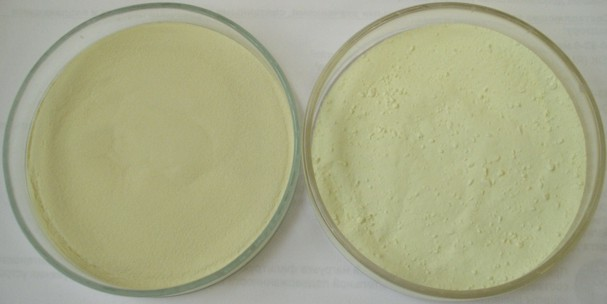
على اليسار: كبريتيد الزنك وعلى اليمين: ألومينات السترونتيوم
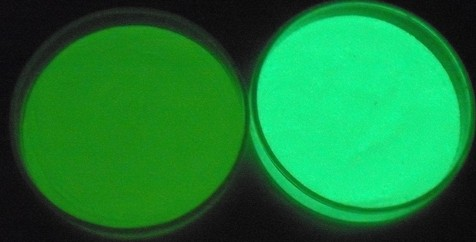
الألوان في الظلام
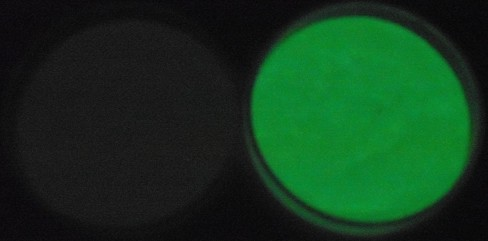
الألوان في الظلام بعد مرور 4 دقائق

## اقرأ أيضا
- ضيائية حيوية
- ضيائية صوتية
- ضيائية
- فلورية
- حالة ثلاثية